# Dom Suskiego w Krakowie
Dom Suskiego – zabytkowa kamienica znajdująca się w Krakowie, w dzielnicy I przy ulicy Grodzkiej 24–26, na rogu z placem Dominikańskim 6, na Starym Mieście.

## Historia
Kamienica została zbudowana w latach 1906–1909 przez kupca krakowskiego Antoniego Suskiego pod sklep i mieszkania. Budynek w stylu historyzującego modernizmu powstał według projektu Władysława Ekielskiego. Cechami charakterystycznymi kamienicy są: attyka w stylu krakowskich sukiennic, figurka Matki Bożej w narożnym portalu i kolorowa mozaika z warsztatu Stanisława Gabriela Żeleńskiego, będąca niegdyś wizytówką (szyldem) sklepu Suskiego.
18 sierpnia 1988 kamienica została wpisana do rejestru zabytków. Znajduje się także w gminnej ewidencji zabytków.

## Galeria

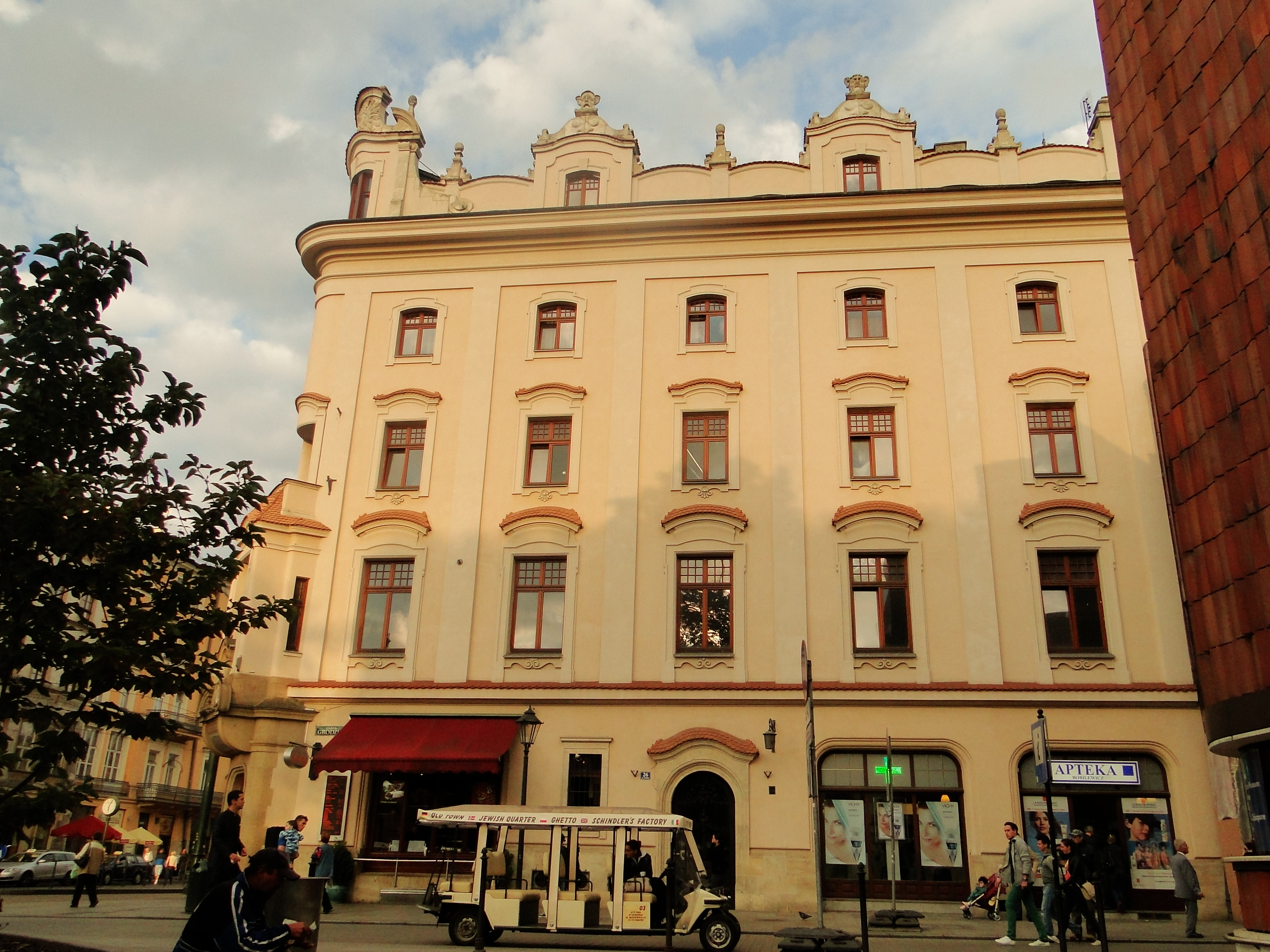
Zachodnia elewacja Domu Suskiego
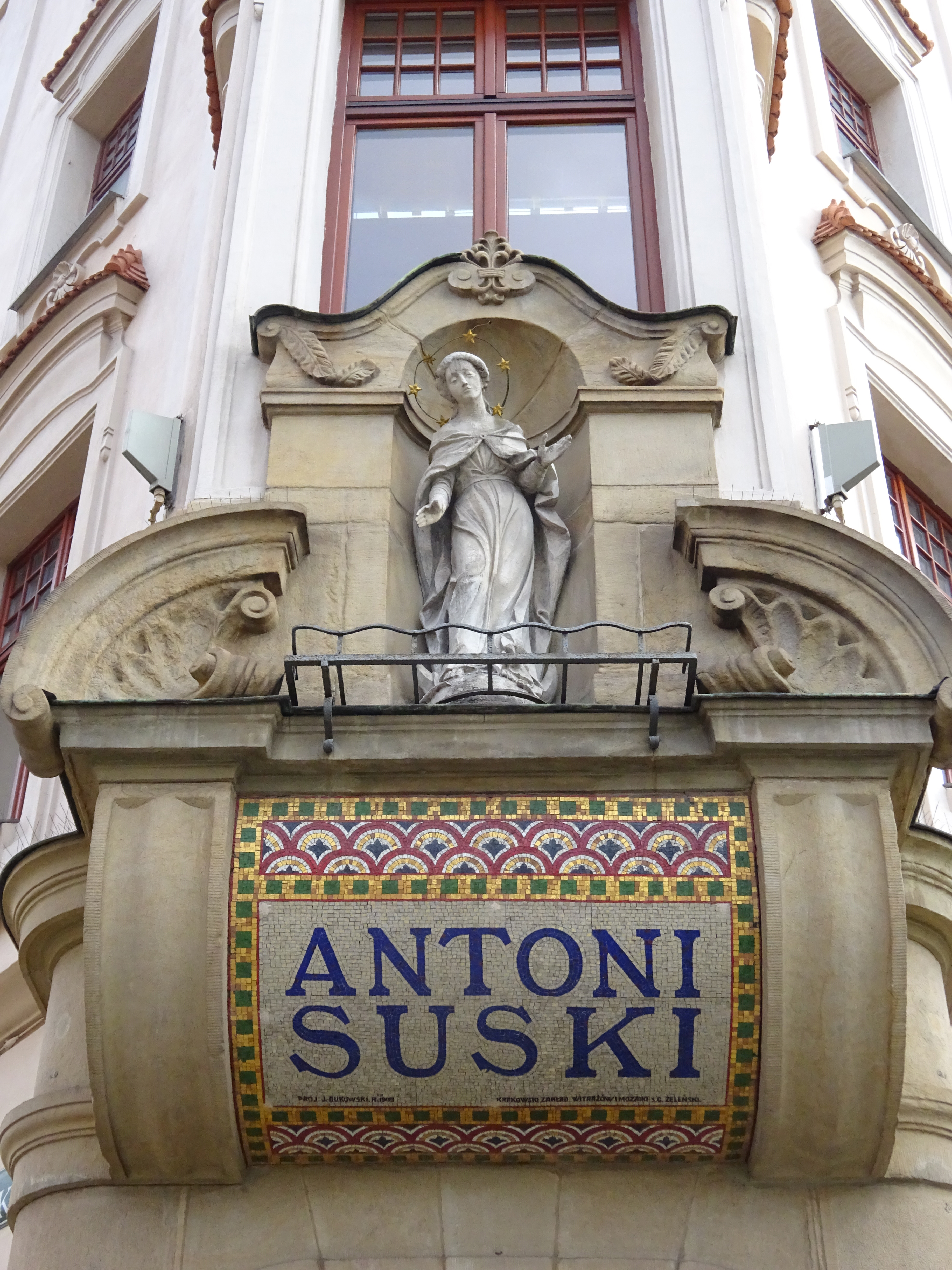
Mozaika i figurka Matki Bożej w rogu kamienicy nad portalem wejściowym
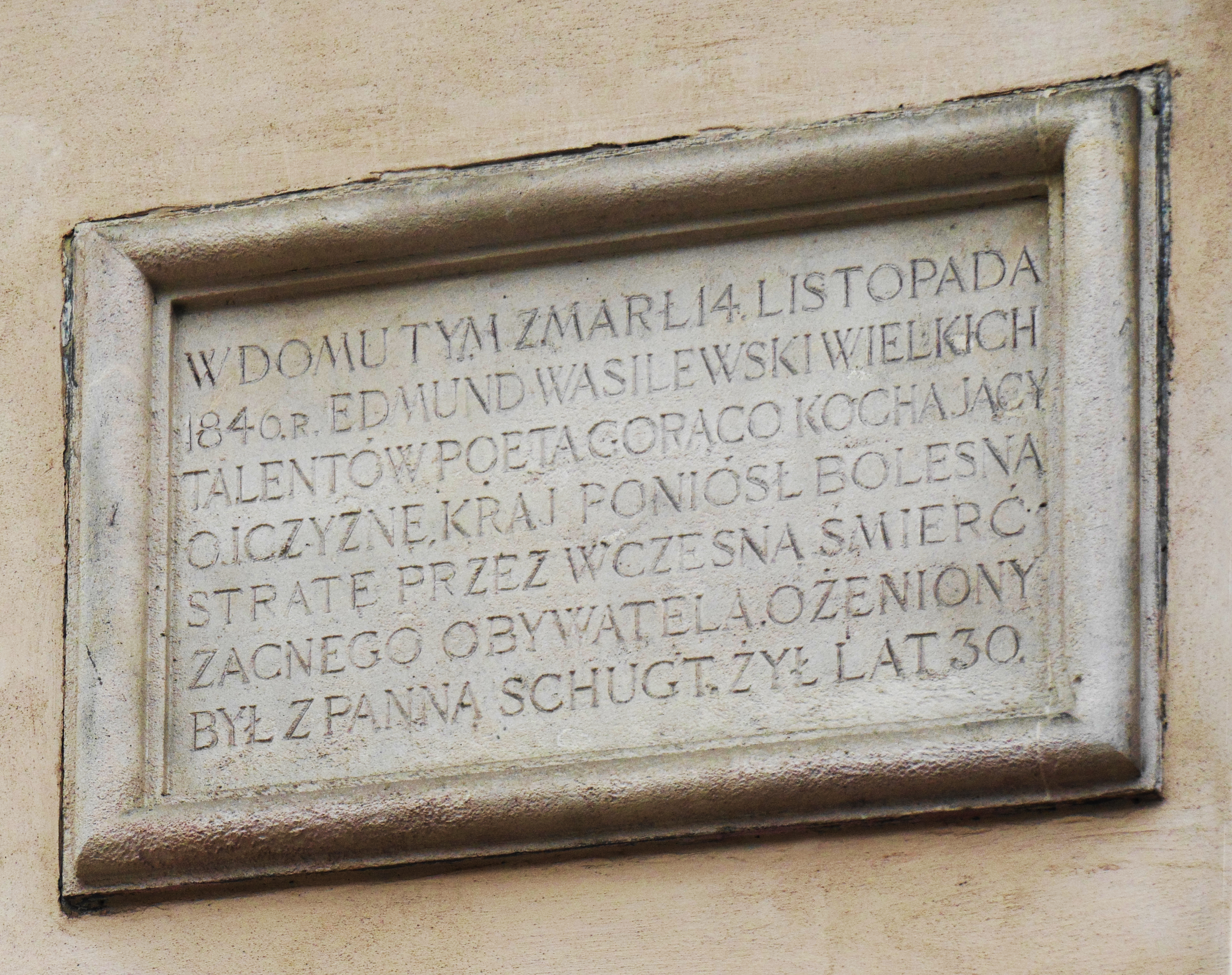
Tablica pamiątkowa Edmunda Wasilewskiego w północnej ścianie kamienicy
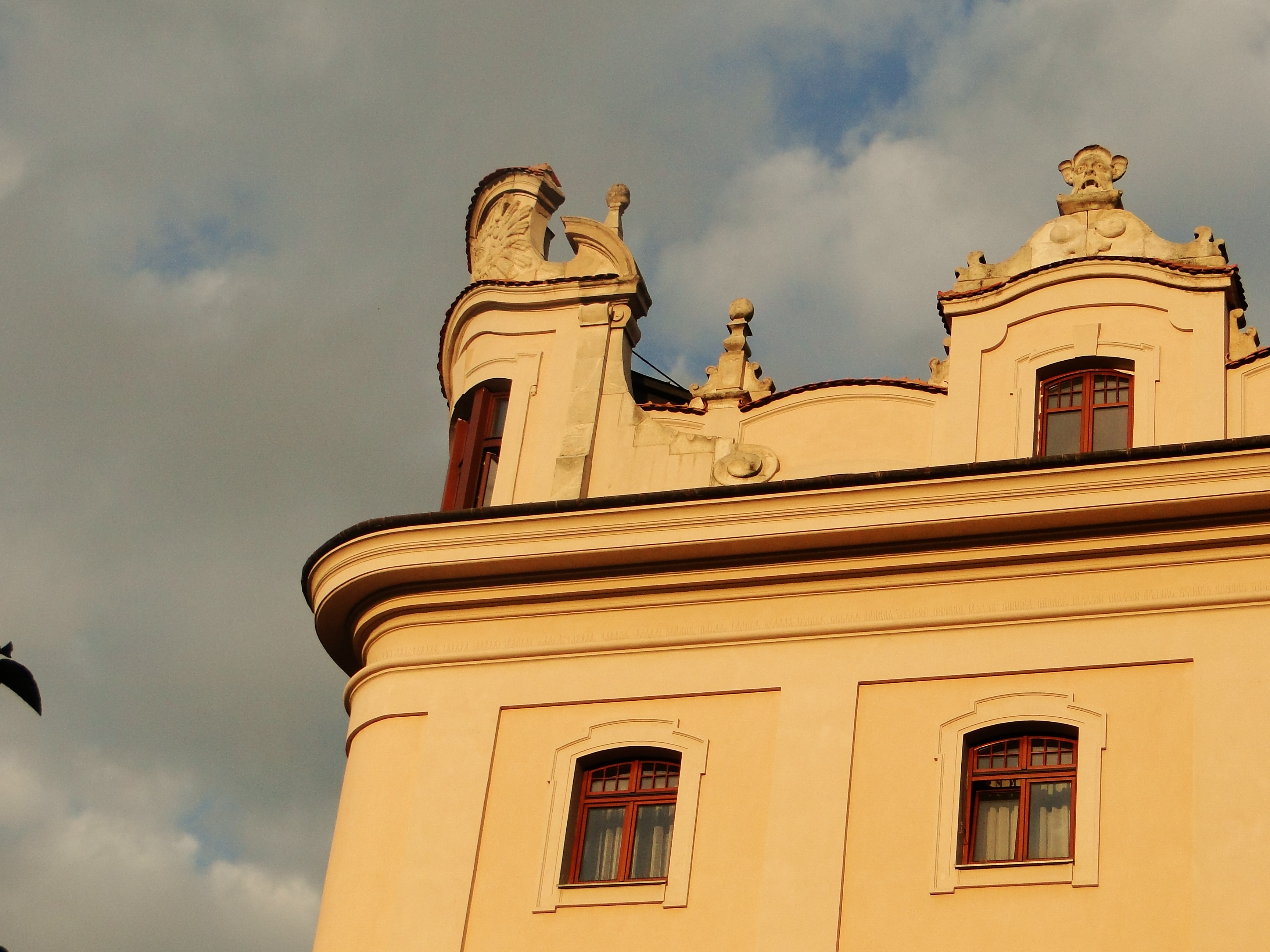
Fragment attyki w stylu krakowskich sukiennic